# Open Your Eyes Tour
Die Open Your Eyes Tour (ab Juni 1998 auch bekannt als 30th Anniversary Tour) war eine weltweite Konzerttournee der britischen Progressive-Rock-Band Yes. Sie diente zur Promotion ihres Albums Open Your Eyes (1997) und war mit 147 Konzerten die bis dato längste Tour in ihrer Konzertkarriere.

## Hintergrund
Nach dem Misserfolg ihres Studio-/Livealbums Keys to Ascension, Unstimmigkeiten mit ihrer damaligen Plattenfirma CMC, einer abgesagten Tournee und dem daraus resultierenden Ausstieg Rick Wakemans wechselte die Band erneut die Plattenfirma. Die Gruppe plante daraufhin eine neue Tournee, mit der sie unter anderem auch ihr 30-jähriges Bandjubiläum feiern wollte. Ihre neue Plattenfirma Eagle/Beyond hatte jedoch Bedenken, die Band ohne ein neues Album touren lassen, ihr letztes reguläres Studioalbum Talk lag immerhin schon drei Jahre zurück. Sie drängte daher die Band, so schnell wie möglich ein neues Studioalbum herauszubringen. Yes verfügten jedoch nicht über neues Songmaterial und die Veröffentlichungsrechte des bis dato noch unveröffentlichten Studiomaterials von Keys to Ascension 2 lagen bei ihrer vorherigen Plattenfirma CMC. Zu dem Zeitpunkt arbeiteten Chris Squire und sein befreundeter Musikerkollege Billy Sherwood, der bereits an dem Yes-Album Union (1991) mitgearbeitet und 1994 bei Yes’ Talk Tour als Gastmusiker mitspielte, an einem geplanten Album ihres Sideprojektes Conspiracy. In Zusammenarbeit mit Alan White wurden die Songs letztendlich für ein Yes-Album angepasst. Da die Zeit bis zur Tournee knapp wurde und die Band mit intensiven Tourproben beschäftigt war, konnten Jon Anderson und Steve Howe nur noch wenig Ideen zu den neuen Songs beisteuern. Einige wenige eingespielte Keyboard-Passagen von Sherwood wurde von dem von Anderson kurzerhand engagierten, russisch-amerikanischen Keyboarder Igor Khoroshev neu eingespielt. Sherwood und Khoroshev wurden daraufhin als neue offizielle Yes-Bandmitglieder engagiert und beteiligten sich ebenfalls an den Tourproben. Das entstandene neue Album Open Your Eyes wurde in Rekordzeit abgemischt und erschien schließlich am 24. November 1997, gut einen Monat nach Tourstart.
Die Open Your Eyes Tour startete am 17. Oktober 1997 in Hartford (Connecticut), endete nach einem Jahr am 14. Oktober 1998 in Osaka und umfasste insgesamt 147 Shows in Nordamerika, Europa, Lateinamerika und Asien. Dabei trat die Band während ihrer Europa-Tournee erstmals in ehemaligen Ländern des Warschauer Paktes Ungarn, Tschechien und Polen auf. Bereits 1991 hatten Yes geplant, ein Konzert in Ungarn zu geben, dieser Plan wurde jedoch aus logistischen Gründen wieder verworfen.
Da Yes die großen Konzertarenen auf ihrer vorherigen Talk Tour kaum ausverkaufen konnten, fanden die Konzerte nun größtenteils wieder in kleineren Hallen und Theatern statt. Auch die Bühnenshow war reduziert und technisch weniger aufwändig als zuvor.
Einen überraschenden Gastauftritt gab es von Rick Wakemans Sohn Adam beim ersten Konzert der Europa-Tournee am 26. Februar 1998 in Manchester. Die Band hatte zuvor mit ihm für den europäischen Tourabschnitt geprobt, da Igor Khoroshev aufgrund von Visa-Problemen nicht rechtzeitig aus den USA ausreisen konnte. Khoroshev schaffte es jedoch noch, an diesem Auftritt teilzunehmen und benötigte keine weiteren Proben. Daher musste auch Adam Wakeman letztendlich nicht einspringen, spielte jedoch bei der Zugabe Starship Trooper mit und teilte sich die Keyboard-Parts mit Khoroshev.
Auf dem zweiten Tourneeabschnitt durch Nordamerika in Sommer 1998 spielte Alan Parsons mit seinen Alan Parsons Live Project im Vorprogramm.
Da sich insbesondere Steve Howe und Jon Anderson unzufrieden mit der Arbeit an Open Your Eyes und dessen Songmaterial zeigten und inzwischen auch Chris Squire und Billy Sherwood das Album als Kompromiss bezeichneten, wurde es bei den Konzerten letztendlich nur mit dem Titelsong und From the Balcony berücksichtigt. Stattdessen konzentrierte sich die Band hauptsächlich auf ältere Songs aus den 1970er Jahren, darunter Lieder, die die schon seit längerer Zeit nicht mehr in ihrem Konzertrepertoire berücksichtigt hatten wie beispielsweise America, The Revealing Science of God oder Wonderous Stories.
Schon kurz nach Beginn der Tournee war im Internet  der Satz "Don’t expect to hear anything from Open Your Eyes again" zu lesen. Dieser Satz hat sich bis heute (Stand: 2024) bewahrheitet, da Yes tatsächlich seit 1998 kein Stück von Open Your Eyes mehr live gespielt haben.

## Liveaufnahmen
Aufnahmen der Songs And You and I und I’ve Seen All Good People vom Auftritt in Universal City am 7. Dezember 1997 erschienen 1999 auf der japanischen Ausgabe des Albums The Ladder. 2001 wurde auf der japanischen Ausgabe von Magnification eine Liveaufnahme von Long Distance Runaround (San Diego, 9. Dezember 1997) veröffentlicht.

## Setlist

### Beispiel-Setlist
- Intro (Firebird Suite)
- Siberian Khatru
- Rhythm of Love
- America
- Open Your Eyes
- And You and I
- Heart of the Sunrise
- Mood for a Day
- Diary of a Man Who Vanished
- Clap
- From the Balcony
- Wonderous Stories
- Igor Khoroshev Keyboard Solo
- Long Distance Runaround
- The Fish (Schindleria Praematurus)
- Owner of a Lonely Heart
- The Revealing Science of God
- I’ve Seen All Good People
- Roundabout
- Starship Trooper

## Tourdaten
| Nr.                      | Datum               | Stadt               | Land                | Veranstaltungsort                           | Anmerkungen              |
| Leg 1 – Nordamerika      | Leg 1 – Nordamerika | Leg 1 – Nordamerika | Leg 1 – Nordamerika | Leg 1 – Nordamerika                         | Leg 1 – Nordamerika      |
| ------------------------ | ------------------- | ------------------- | ------------------- | ------------------------------------------- | ------------------------ |
| 1                        | 17. Oktober 1997    | Hartford            | Vereinigte Staaten  | Meadows Music Theatre                       |                          |
| 2                        | 18. Oktober 1997    | Boston              | Vereinigte Staaten  | Orpheum Theatre                             |                          |
| 3                        | 19. Oktober 1997    | New Brunswick       | Vereinigte Staaten  | State Theatre                               |                          |
| 4                        | 21. Oktober 1997    | Albany              | Vereinigte Staaten  | Palace Theatre                              |                          |
| 5                        | 22. Oktober 1997    | Fairfax             | Vereinigte Staaten  | Patriot Center                              |                          |
| 6                        | 24. Oktober 1997    | Upper Darby         | Vereinigte Staaten  | Tower Theatre                               |                          |
| 7                        | 25. Oktober 1997    | Upper Darby         | Vereinigte Staaten  | Tower Theatre                               |                          |
| 8                        | 26. Oktober 1997    | Upper Darby         | Vereinigte Staaten  | Tower Theatre                               |                          |
| 9                        | 28. Oktober 1997    | Hershey             | Vereinigte Staaten  | Hersheypark Arena                           |                          |
| 10                       | 29. Oktober 1997    | New York City       | Vereinigte Staaten  | Beacon Theatre                              |                          |
| 11                       | 30. Oktober 1997    | New York City       | Vereinigte Staaten  | Beacon Theatre                              |                          |
| 12                       | 31. Oktober 1997    | New York City       | Vereinigte Staaten  | Beacon Theatre                              |                          |
| 13                       | 2. November 1997    | Pittsburgh          | Vereinigte Staaten  | A.J. Palumbo Center                         |                          |
| 14                       | 3. November 1997    | Detroit             | Vereinigte Staaten  | Fox Theatre                                 |                          |
| 15                       | 5. November 1997    | Grand Rapids        | Vereinigte Staaten  | Van Andel Arena                             |                          |
| 16                       | 6. November 1997    | Toronto             | Kanada              | Massey Hall                                 |                          |
| 17                       | 7. November 1997    | Toronto             | Kanada              | Massey Hall                                 |                          |
| 18                       | 8. November 1997    | Syracuse            | Vereinigte Staaten  | Landmark Theatre                            |                          |
| 19                       | 9. November 1997    | Poughkeepsie        | Vereinigte Staaten  | Mid-Hudson Civic Center                     |                          |
| 20                       | 10. November 1997   | Buffalo             | Vereinigte Staaten  | Shea’s Performing Arts Center               |                          |
| 21                       | 12. November 1997   | Cleveland           | Vereinigte Staaten  | Music Hall                                  |                          |
| 22                       | 13. November 1997   | Merrillville        | Vereinigte Staaten  | Star Plaza Theatre                          |                          |
| 23                       | 14. November 1997   | Rosemont            | Vereinigte Staaten  | Rosemont Theatre                            |                          |
| 24                       | 15. November 1997   | Milwaukee           | Vereinigte Staaten  | Riverside Theatre                           |                          |
| 25                       | 18. November 1997   | Minneapolis         | Vereinigte Staaten  | State Theatre                               |                          |
| 26                       | 20. November 1997   | Indianapolis        | Vereinigte Staaten  | Murat Theatre                               |                          |
| 27                       | 21. November 1997   | Louisville          | Vereinigte Staaten  | Palace Theatre                              |                          |
| 28                       | 22. November 1997   | Cincinnati          | Vereinigte Staaten  | Taft Theatre                                |                          |
| 29                       | 23. November 1997   | Columbus            | Vereinigte Staaten  | Veterans Memorial Auditorium                |                          |
| 30                       | 25. November 1997   | St. Louis           | Vereinigte Staaten  | Fox Theatre                                 |                          |
| 31                       | 26. November 1997   | Tulsa               | Vereinigte Staaten  | Brady Theatre                               |                          |
| 32                       | 28. November 1997   | Dallas              | Vereinigte Staaten  | Bronco Bowl                                 |                          |
| 33                       | 29. November 1997   | Houston             | Vereinigte Staaten  | Aerial Theatre                              |                          |
| 34                       | 30. November 1997   | San Antonio         | Vereinigte Staaten  | Majestic Theatre                            |                          |
| 35                       | 2. Dezember 1997    | Denver              | Vereinigte Staaten  | Buell Theatre                               |                          |
| 36                       | 5. Dezember 1997    | Phoenix             | Vereinigte Staaten  | Union Hall                                  |                          |
| 37                       | 6. Dezember 1997    | Paradise            | Vereinigte Staaten  | The Joint                                   |                          |
| 38                       | 7. Dezember 1997    | Universal City      | Vereinigte Staaten  | Universal Amphitheatre                      |                          |
| xx                       | 8. Dezember 1997    | Fresno              | Vereinigte Staaten  | William Saroyan Theatre                     |                          |
| 39                       | 9. Dezember 1997    | San Diego           | Vereinigte Staaten  | Civic Theatre                               |                          |
| 40                       | 11. Dezember 1997   | Sacramento          | Vereinigte Staaten  | Memorial Auditorium                         |                          |
| 41                       | 12. Dezember 1997   | San Francisco       | Vereinigte Staaten  | Warfield Theatre                            |                          |
| 42                       | 13. Dezember 1997   | San Francisco       | Vereinigte Staaten  | Warfield Theatre                            |                          |
| 43                       | 14. Dezember 1997   | San Jose            | Vereinigte Staaten  | Center for the Performing Arts              |                          |
| xx                       | 16. Dezember 1997   | Santa Barbara       | Vereinigte Staaten  | Arlington Theatre                           |                          |
| Leg 2 – Europa           |                     |                     |                     |                                             |                          |
| 44                       | 26. Februar 1998    | Manchester          | England             | Apollo Theatre                              |                          |
| 45                       | 27. Februar 1998    | Newcastle upon Tyne | England             | City Hall                                   |                          |
| 46                       | 28. Februar 1998    | Glasgow             | Schottland          | Clyde Auditorium                            |                          |
| 47                       | 1. März 1998        | Nottingham          | England             | Royal Concert Hall                          |                          |
| 48                       | 3. März 1998        | Bournemouth         | England             | International Centre                        |                          |
| 49                       | 4. März 1998        | London              | England             | Hammersmith Apollo                          |                          |
| 50                       | 5. März 1998        | London              | England             | Hammersmith Apollo                          |                          |
| 51                       | 6. März 1998        | Paris               | Frankreich          | Palais des Congrès                          |                          |
| 52                       | 8. März 1998        | Utrecht             | Niederlande         | Muziekcentrum Vredenburg                    |                          |
| 53                       | 9. März 1998        | Utrecht             | Niederlande         | Muziekcentrum Vredenburg                    |                          |
| 54                       | 10. März 1998       | Frankfurt am Main   | Deutschland         | Jahrhunderthalle Hoechst                    |                          |
| 55                       | 11. März 1998       | Düsseldorf          | Deutschland         | Philipshalle                                |                          |
| 56                       | 13. März 1998       | Zürich              | Schweiz             | Kongresshaus                                |                          |
| 57                       | 14. März 1998       | Mailand             | Italien             | Teatro Lirico                               |                          |
| 58                       | 16. März 1998       | Berlin              | Deutschland         | ICC                                         |                          |
| 59                       | 17. März 1998       | Dresden             | Deutschland         | Kulturpalast                                |                          |
| 60                       | 18. März 1998       | Mannheim            | Deutschland         | Rosengarten                                 |                          |
| 61                       | 20. März 1998       | Stuttgart           | Deutschland         | Liederhalle                                 |                          |
| 62                       | 21. März 1998       | Halle (Saale)       | Deutschland         | Steintor-Varieté                            |                          |
| 63                       | 22. März 1998       | Hamburg             | Deutschland         | CCH                                         |                          |
| 64                       | 23. März 1998       | Hannover            | Deutschland         | Music Hall                                  |                          |
| 65                       | 24. März 1998       | Bayreuth            | Deutschland         | Oberfrankenhalle                            |                          |
| 66                       | 26. März 1998       | Warschau            | Polen               | Sala Kongresowa                             |                          |
| 67                       | 27. März 1998       | Katowice            | Polen               | Spodek                                      |                          |
| 68                       | 28. März 1998       | Prag                | Tschechien          | Sportovní hala                              |                          |
| 69                       | 29. März 1998       | Posen               | Polen               | Hala Arena                                  |                          |
| 70                       | 31. März 1998       | Budapest            | Ungarn              | Sportcsarnok                                |                          |
| 71                       | 1. April 1998       | Triest              | Italien             | PalaChiarbola                               |                          |
| 72                       | 2. April 1998       | Wien                | Osterreich          | Libro Music Hall                            |                          |
| 73                       | 3. April 1998       | München             | Deutschland         | Kronebau                                    |                          |
| xx                       | 4. April 1998       | Ravensburg          | Deutschland         | Oberschwabenhalle                           |                          |
| 74                       | 6. April 1998       | Brüssel             | Belgien             | Forest National                             |                          |
| 75                       | 7. April 1998       | Lille               | Frankreich          | Le Zénith                                   |                          |
| 76                       | 8. April 1998       | Oberkorn            | Luxemburg           | Centre Sportif de Differdange               |                          |
| 77                       | 10. April 1998      | Groningen           | Niederlande         | Martinihal                                  |                          |
| 78                       | 11. April 1998      | Eindhoven           | Niederlande         | Muziekcentrum Frits Philips                 |                          |
| 79                       | 13. April 1998      | Birmingham          | England             | Symphony Hall                               |                          |
| 80                       | 14. April 1998      | Cardiff             | Wales               | International Arena                         |                          |
| 81                       | 15. April 1998      | Plymouth            | England             | Pavilions Arena                             |                          |
| 82                       | 16. April 1998      | Birmingham          | England             | Symphony Hall                               |                          |
| 83                       | 17. April 1998      | Edinburgh           | Schottland          | Playhouse Theatre                           |                          |
| 84                       | 19. April 1998      | Liverpool           | England             | Empire Theatre                              |                          |
| 85                       | 20. April 1998      | Sheffield           | England             | City Hall                                   |                          |
| 86                       | 21. April 1998      | Brighton            | England             | The Dome                                    |                          |
| 87                       | 22. April 1998      | Croydon             | England             | Fairfield Halls                             |                          |
| 88                       | 24. April 1998      | London              | England             | Hammersmith Apollo                          |                          |
| Leg 3 – Lateinamerika    |                     |                     |                     |                                             |                          |
| 89                       | 7. Mai 1998         | São Paulo           | Brasilien           | Olímpia                                     |                          |
| 90                       | 8. Mai 1998         | São Paulo           | Brasilien           | Olímpia                                     |                          |
| 91                       | 9. Mai 1998         | São Paulo           | Brasilien           | Olímpia                                     |                          |
| 92                       | 10. Mai 1998        | Belo Horizonte      | Brasilien           | Estacionamento do Minas Shopping            |                          |
| 93                       | 12. Mai 1998        | Rio de Janeiro      | Brasilien           | Metropolitan                                |                          |
| 94                       | 14. Mai 1998        | Buenos Aires        | Argentinien         | Estadio Obras Sanitarias                    |                          |
| 95                       | 15. Mai 1998        | Buenos Aires        | Argentinien         | Estadio Obras Sanitarias                    |                          |
| 96                       | 16. Mai 1998        | Buenos Aires        | Argentinien         | Estadio Obras Sanitarias                    |                          |
| 97                       | 19. Mai 1998        | Porto Alegre        | Brasilien           | Bar Opinião                                 |                          |
| xx                       | 20. Mai 1998        | Curitiba            | Brasilien           | Forum                                       |                          |
| 98                       | 21. Mai 1998        | Santiago de Chile   | Chile               | Teatro Monumental                           |                          |
| 99                       | 25. Mai 1998        | Mexiko-Stadt        | Mexiko              | Auditorio Nacional                          |                          |
| 100                      | 26. Mai 1998        | Mexiko-Stadt        | Mexiko              | Auditorio Nacional                          |                          |
| 101                      | 28. Mai 1998        | Monterrey           | Mexiko              | Auditorio Coca-Cola                         |                          |
| Leg 4 – Nordamerika      |                     |                     |                     |                                             |                          |
| 102                      | 18. Juni 1998       | Toronto             | Kanada              | Molson Amphitheatre                         |                          |
| 103                      | 19. Juni 1998       | Montréal            | Kanada              | Parc des Îles                               |                          |
| 104                      | 20. Juni 1998       | Quebec City         | Kanada              | L’Hippodrome                                |                          |
| 105                      | 22. Juni 1998       | Virginia Beach      | Vereinigte Staaten  | GTE Virginia Beach Amphitheater             |                          |
| 106                      | 23. Juni 1998       | Bristow             | Vereinigte Staaten  | Nissan Pavilion                             |                          |
| 107                      | 24. Juni 1998       | Pittsburgh          | Vereinigte Staaten  | I.C. Light Amphitheatre                     |                          |
| 108                      | 26. Juni 1998       | Holmdel             | Vereinigte Staaten  | PNC Bank Arts Center                        |                          |
| 109                      | 27. Juni 1998       | Camden              | Vereinigte Staaten  | Blockbuster-Sony Music Entertainment Center |                          |
| 110                      | 28. Juni 1998       | Scranton            | Vereinigte Staaten  | Montage Mountain Performing Arts Center     |                          |
| 111                      | 30. Juni 1998       | Boston              | Vereinigte Staaten  | Harbor Lights Pavilion                      |                          |
| 112                      | 1. Juli 1998        | Wallingford         | Vereinigte Staaten  | SNET Oakdale Theatre                        |                          |
| 113                      | 2. Juli 1998        | Wantagh             | Vereinigte Staaten  | Jones Beach Amphitheater                    |                          |
| 114                      | 4. Juli 1998        | Canandaigua         | Vereinigte Staaten  | Finger Lakes Performing Arts Center         |                          |
| 115                      | 5. Juli 1998        | Clarkston           | Vereinigte Staaten  | Pine Knob Music Theatre                     |                          |
| 116                      | 6. Juli 1998        | Cincinnati          | Vereinigte Staaten  | Riverbend Music Center                      |                          |
| 117                      | 7. Juli 1998        | Cuyahoga Falls      | Vereinigte Staaten  | Blossom Music Center                        |                          |
| 118                      | 9. Juli 1998        | Tinley Park         | Vereinigte Staaten  | New World Music Theatre                     |                          |
| 119                      | 10. Juli 1998       | Walker              | Vereinigte Staaten  | Festival Site                               | Moondance Jam ’98        |
| 120                      | 11. Juli 1998       | Milwaukee           | Vereinigte Staaten  | Marcus Amphitheater                         | Milwaukee Summerfest ’98 |
| 121                      | 12. Juli 1998       | Noblesville         | Vereinigte Staaten  | Deer Creek Music Center                     |                          |
| 122                      | 14. Juli 1998       | Greenwood Village   | Vereinigte Staaten  | Fiddler’s Green Amphitheatre                |                          |
| 123                      | 15. Juli 1998       | West Valley City    | Vereinigte Staaten  | E Center                                    |                          |
| 124                      | 17. Juli 1998       | Vancouver           | Kanada              | General Motors Place                        |                          |
| 125                      | 18. Juli 1998       | Woodinville         | Vereinigte Staaten  | Chateau Ste. Michelle Winery                |                          |
| 126                      | 20. Juli 1998       | Reno                | Vereinigte Staaten  | Hilton Amphitheatre                         |                          |
| 127                      | 21. Juli 1998       | Concord             | Vereinigte Staaten  | Concord Pavilion                            |                          |
| 128                      | 22. Juli 1998       | San Diego           | Vereinigte Staaten  | SDSU Open Air Theatre                       |                          |
| 129                      | 24. Juli 1998       | Universal City      | Vereinigte Staaten  | Universal Amphitheatre                      |                          |
| 130                      | 25. Juli 1998       | Paradise            | Vereinigte Staaten  | The Joint                                   |                          |
| 131                      | 26. Juli 1998       | Phoenix             | Vereinigte Staaten  | Blockbuster Desert Sky Pavilion             |                          |
| 132                      | 27. Juli 1998       | El Paso             | Vereinigte Staaten  | Abraham Chavez Theatre                      |                          |
| 133                      | 28. Juli 1998       | Santa Fe            | Vereinigte Staaten  | Paolo Soleri Amphitheatre                   |                          |
| 134                      | 30. Juli 1998       | Dallas              | Vereinigte Staaten  | Coca-Cola Starplex Amphitheater             |                          |
| 135                      | 31. Juli 1998       | The Woodlands       | Vereinigte Staaten  | Cynthia Woods Mitchell Pavilion             |                          |
| 136                      | 1. August 1998      | Bee Cave            | Vereinigte Staaten  | The Backyard                                |                          |
| 137                      | 2. August 1998      | San Antonio         | Vereinigte Staaten  | Municipal Auditorium                        |                          |
| 138                      | 4. August 1998      | Memphis             | Vereinigte Staaten  | Mud Island Amphitheater                     |                          |
| 139                      | 5. August 1998      | Nashville           | Vereinigte Staaten  | Starwood Amphitheatre                       |                          |
| 140                      | 6. August 1998      | Atlanta             | Vereinigte Staaten  | Chastain Park Amphitheater                  |                          |
| 141                      | 7. August 1998      | Tampa               | Vereinigte Staaten  | Carol Morsani Hall                          |                          |
| 142                      | 8. August 1998      | West Palm Beach     | Vereinigte Staaten  | Coral Sky Amphitheatre                      |                          |
| Leg 5 – Pazifischer Rand |                     |                     |                     |                                             |                          |
| xx                       | 5. Oktober 1998     | Anchorage           | Vereinigte Staaten  | George M. Sullivan Arena                    |                          |
| 143                      | 8. Oktober 1998     | Tokio               | Japan               | Shibuya Kokaido                             |                          |
| 144                      | 9. Oktober 1998     | Tokio               | Japan               | Shibuya Kokaido                             |                          |
| 145                      | 11. Oktober 1998    | Kawaguchi           | Japan               | LILIA Main Hall                             |                          |
| 146                      | 13. Oktober 1998    | Nagoya              | Japan               | Nagoya-shi Kokaido                          |                          |
| 147                      | 14. Oktober 1998    | Osaka               | Japan               | Koseinenkin Hall                            |                          |

## Band
- Jon Anderson: Gesang, Gitarre, Percussion
- Steve Howe: Gitarre, Pedal-Steel-Gitarre, Hintergrundgesang
- Igor Khoroshev: Keyboards, Percussion, Hintergrundgesang
- Billy Sherwood: Gitarre, Hintergrundgesang
- Chris Squire: Bass, Mundharmonika, Hintergrundgesang
- Alan White: Schlagzeug